# Chaim Perelman
Chaïm Perelman (Varsavia, 20 maggio 1912 – Uccle, 22 gennaio 1984) è stato un filosofo polacco.
Filosofo del diritto, si colloca tra i più importanti teorici dell'argomentazione del XX secolo. Il suo lavoro più significativo è il Traité de l'argumentation - la nouvelle rhétorique (1958), scritto con Lucie Olbrechts-Tyteca, tradotto in inglese con il titolo The New Rhetoric: A Treatise on Argumentation, a cura di John Wilkinson and Purcell Weaver (1969). La versione italiana del libro - dal titolo Trattato dell'argomentazione - La nuova retorica (Einaudi, Torino, 1976) - porta la prefazione di Norberto Bobbio
Ha elaborato la cosiddetta logica del preferibile in contrapposizione alla logica formale cartesiana.

## Biografia
Perelman e la sua famiglia emigrarono da Varsavia ad Anversa (Belgio) nel 1925. Cominciò gli studi universitari alla Université Libre de Bruxelles, dove sarebbe rimasto per tutta la durata della sua carriera. Conseguì il primo dottorato in legge nel 1934, con una tesi di laurea sul filosofo e matematico Gottlob Frege, ed una seconda laurea nel 1938. Nello stesso anno, Perelman fu nominato docente a Bruxelles alla Facoltà di Lettere e Filosofia. Alla fine della guerra, era diventato il più giovane professore di storia di quell'Università.
La ricerca iniziale di Perelman in materia di diritto e filosofia fu effettuata sotto l'egida dell'empirismo logico. Nel 1944, completò uno studio empirico sulla giustizia e concluse che ogni applicazione delle leggi coinvolge "giudizi di valore": poiché però i valori non possono essere assoggettati ai rigori della logica, e non sono suscettibili di giustificazione razionale, il fondamento della giustizia può diventare arbitrario. Dopo aver terminato la ricerca, Perelman considerò insostenibili le sue stesse conclusioni se il giudizio di valore fa parte integrante della "ragion pratica" del processo decisionale (motivazione), e dire che questi giudizi difettano di basi logiche era negare il fondamento razionale della filosofia, della legge, della politica e dell'etica.
Come risultato dei suoi studi empirici sulla giustizia, Perelman respinse il positivismo in favore di una filosofia retrograda che impone un fondamento logico ai giudizi di valore. Nel 1948, incontrò Lucie Olbrechts-Tyteca, che ebbe anche come assistente all'Università Libera di Bruxelles, e cominciò con lei una collaborazione circa un progetto che avrebbe istituito la vecchia retorica come fondamento per un logico giudizio di valore.
Nel 1958, Perelman e Olbrechts-Tyteca pubblicarono il loro lavoro sulla logica informale col nome di Traité de l'argumentation: la nouvelle rhétorique. Ispirato allo spirito delle osservazioni di Frege, il lavoro analizza un ampio numero di argomenti attuali dall'ambito di filosofia, legge, politica, etica, e giornalismo. Il risultato fu una "teoria generale dell'argomentazione" collegata alla considerazione dei valori, del pubblico, e di quei punti sfocati di partenza della tecnica generale dell'argomentazione.
Nel 1962, Perelman fu invitato da Henry W. Johnstone (1920-2000, docente di filosofia alla Pennsylvania State University, autore di Philosophy, Rhetoric and Argumentation) e da Robert T. Oliver (antropologo, autore di The influence of rhetoric in the shaping of Great Britain, History of Public Speaking in America e The Psychology of Persuasive Speech) a prendere un posto alla Pennsylvania State University come professore emerito. La collaborazione tra Johnstone e Perelman in particolare, che ebbe inizio prima della pubblicazione di La nouvelle rhétorique, si dimostrò fruttuosa. Johnstone creò l'importante giornale Filosofia e retorica, e Perelman si stabilì negli Stati Uniti come autorità nella "teoria dell'argomentazione".
Per l'intero ventennio successivo, Perelman continuò a pubblicare lavori correlati alla New rhetoric. Diede anche significativi contributi agli studi legali come direttore del Centro nazionale per la Ricerca sulla Logica (presso l'Università Libera di Bruxelles), e nel frattempo continuava a pubblicare su argomenti di filosofia del diritto.
Nel 1962 fu insignito del Prix Francqui per le scienze umane, il più prestigioso premio belga. Come riconoscimento del suo impegno accademico e civile, Perelman fu nominato barone dal Parlamento belga nel dicembre del 1983. Morì per un attacco di cuore a Bruxelles, nella sua abitazione,  il 12 gennaio 1984.

## Biografia culturale
Perelman ha dato contributi rilevantissimi nell'ambito della filosofia del diritto, della logica, della teoria dell'argomentazione. Molte pagine dei suoi vari scritti sono dedicate al tema fondamentale dell'esistenza: comunicare. Nella visione di Perelman, se si comunica bene, si persuade l'interlocutore, come aveva già intuito Epitteto quando diceva che «le opinioni, non i fatti, muovono gli uomini».
La retorica è la scienza che conferisce potere persuasivo.

## Opere
- La giustizia, Torino, Giappichelli, 1959
- Retorica e filosofia, Bari, De Donato, 1959
- (con Lucie Olbrechts-Tyteca), Trattato dell'argomentazione, Torino, Einaudi, 1966
- Diritto, morale, filosofia, Napoli, Guida, 1973
- Il campo dell'argomentazione. Nuova retorica e scienze umane, Parma, Pratiche, 1979
- Logica giuridica. Nuova retorica, Milano, Giuffrè, 1979
- Il dominio retorico, Torino, Einaudi, 1981 (prima edizione: L'empire rhétorique. Rhétorique et argumentation, Paris 1977)

### Raccolte
- Éthique et droit (curata da A. Lempereur), Édition de l'Université de Bruxelles, 1990
- Teoria e pratica dell'argomentazione. Antologia degli scritti (a cura di G. Furnari Luvarà), Soveria Mannelli, Rubbettino, 2005

### Articoli
- (FR)  (1948). Le probleme du bon choix. Revue de l'Institute de Sociologie, 3, 383-98.
- (FR)  (1949). Philosophies premières et philosophie régressive. Dialectica, 3, 175-91.
- (EN)  (1984). The new rhetoric and the rhetoricians: Remembrances and comments. The Quarterly Journal of Speech, 70(2), 188-96.

### Libri
- (EN)  (1955). How do we apply reason to values? Journal of Philosophy, 52, 797-802.
- (FR)  (1963). Justice et raison. Bruxelles: Presses Universitaires de Bruxelles.
- (FR)  (1984). Le Raisonnable et le déraisonnable en droit. Paris: Librairie Générale de Droit et de Jurisprudence..

### Con Lucie Olbrechts-Tyteca
- (FR)  (1950). Logique et rhétorique. Revue philosophique, 140, 1-35.

## La giustizia formale
Nel saggio La giustizia formale, Perelman enuncia sei concezioni della giustizia. Esse sono:
1. a ciascuno la stessa cosa;
2. a ciascuno secondo i suoi meriti;
3. a ciascuno secondo le sue opere;
4. a ciascuno secondo i suoi bisogni;
5. a ciascuno secondo il suo rango;
6. a ciascuno secondo ciò che la legge gli attribuisce.

Dato che queste sei formulazioni sono tra loro inconciliabili, secondo Perelman ci sono tre soluzioni:
1. dichiarare che queste concezioni della giustizia non hanno nulla in comune (ma allora quale di queste corrisponde alla vera giustizia?)
2. dichiarare che una sola di esse è vera;
3. cercare l'elemento che queste sei formulazioni hanno in comune

Questa ricerca è resa possibile dal "metodo dell'analisi logica": in ognuna delle formulazioni, si individua l'elemento indeterminato (ciò che in matematica si chiama variabile), e lo si determina facendo luogo alle varie concezioni di giustizia. Quando si trova un elemento comune, questo costituirà la definizione formale (astratta) di giustizia, ed ogni formulazione particolare o concreta costituirà uno degli innumerevoli valori della giustizia formale.
Dopo aver terminato De la justice nel 1944, Perelman rifiutò i vantaggi del positivismo logico oltre le sue applicazioni nella scienza pura. In Philosophies premières et philosophie regressive, pubblicato cinque anni dopo, delineò ulteriormente i limiti delle prime filosofie o metafisica. Poiché questi approcci si basavano su una serie di assiomi auto-evidenti e reciprocamente supportantisi, ogni errore percepito avrebbe invalidato l'intera filosofia e la sua pretesa di rivelare verità universali e assolute. Le alternative prevalenti, in particolare il relativismo di Jean-Paul Sartre, erano anch'esse insostenibili per Perelman, dato che gli assoluti della metafisica in questi approcci venivano semplicemente rimpiazzati dallo scetticismo assoluto.
Mentre lavorava con la Olbrechts-Tyteca, Perelman sviluppò una filosofia che evitava gli eccessi del positivismo e del relativismo nella sua formulazione radicale. Dopo che si era imbattuto in un brano di Brunetto Latini posto in appendice a Les fleurs de Tarbes di Jean Paulhan, Perelman adottò un approccio all'argomentazione di impostazione classica, greco-latina. Egli scoprì che in assenza di una specifica logica dei giudizi di valore, era possibile affrontare la questione tramite le opere di Aristotele. Negli Analitici secondi, Aristotele definisce i principi della dimostrazione, detta anche "analitica", che si basa sull'accettazione delle premesse delle necessarie conclusione del sillogismo. Nei Topici ed in altre opere, Aristotele contrappone l'approccio dimostrativo alla dialettica, o alla ragionamento retorico, basata su premesse accettate in una data situazione e, pertanto, per natura contingenti. Attraverso le distinzioni aristoteliche, Perelman fu in grado di percepire le contraddizioni delle prime filosofie: sebbene queste sostenessero di rivelare le verità assolute ed universali tramite il metodo dimostrativo, di fatto esse si limitavano a persuadere delle proprie affermazioni uno specifico pubblico. Secondo Perelman, dunque, una filosofia efficace– cioè capace di determinare l'essere e di fondare delle azioni secondo ragionevolezza– deve essere costruita secondo valutazioni di probabilità e deve poter respingere ogni tentativo di imporre i giudizi di valore e gli altri elementi contingenti dovuti alla sua necessità di essere recepita da un particolare pubblico. La teoria di Perelman, che egli chiamò "filosofia regressiva", cercava quindi di incorporare le verità socialmente accettate e rimanendo al contempo impermeabile ai cambiamenti che si sarebbero potuti succedere alle suddette verità.
Mentre la retorica e l'argomentazione costituiscono il fondamento del pensiero di Perelman, il suo approccio "regressivo" caratterizza il suo trattato sull'argomentazione non formale. Alla fine della Nuova retorica, Perelman e la Olbrechts-Tyteca sostengono che il loro progetto, a differenza delle affermazioni assolute comuni alla filosofia, ha come scopo che “i singoli ed i gruppi aderiscano alle opinioni di ogni genere con intensità che può variare da caso a caso” e che “tali credenze non siano sempre autoevidenti, e che si occupino raramente di idee chiare e distinte”. Per scoprire la logica che governa queste credenze ed idee, Perelman e la Olbrechts-Tyteca si affidano ad una filosofia regressiva basata sulla variabilità di particolari situazioni e di particolari valori. Perelman applicò questo stesso approccio ai successivi sviluppi della Nuova Retorica e nei seguenti scritti su diritto e giustizia.